# Samuel Schelwig

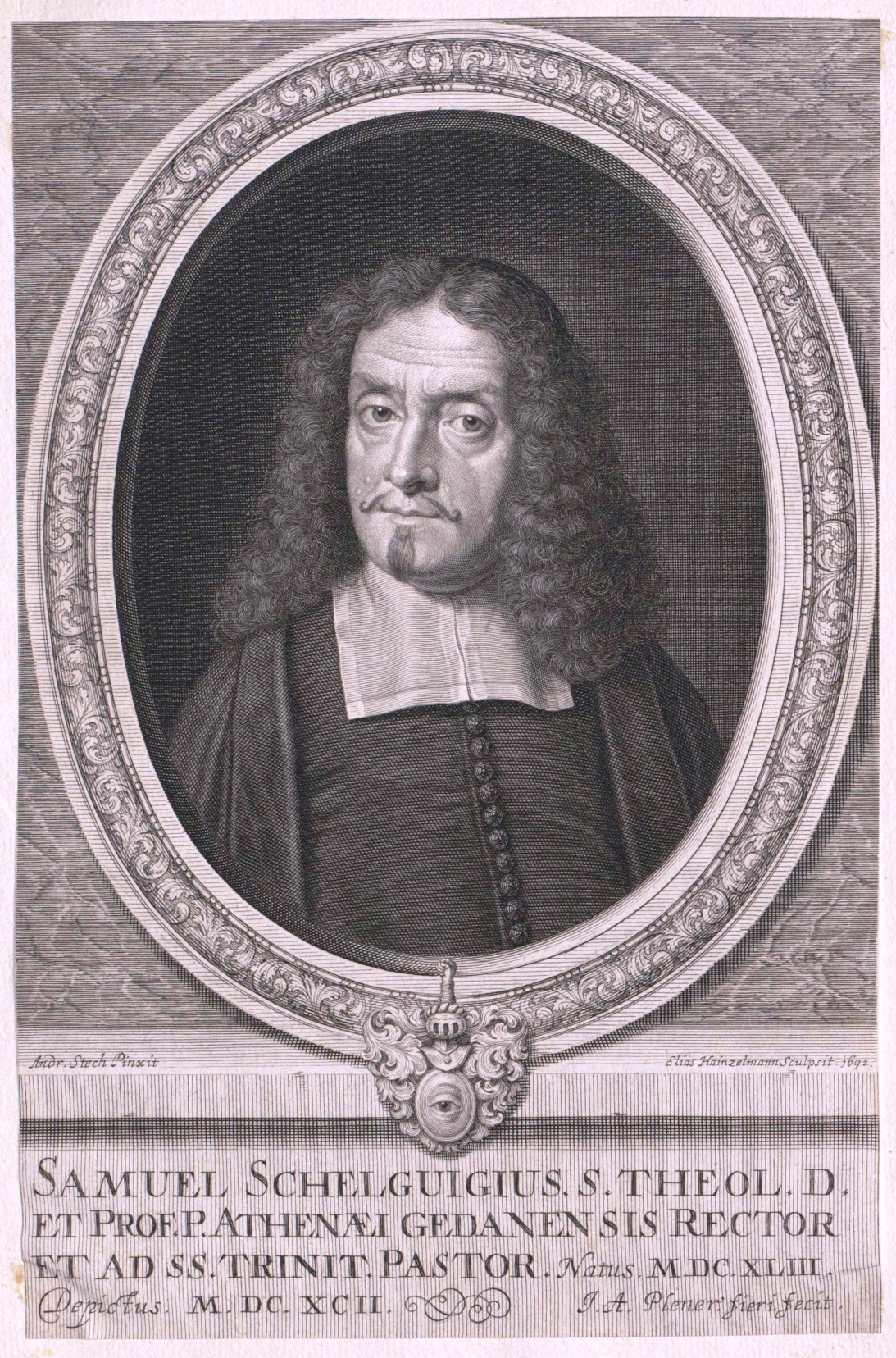
Samuel Schelwig, Stich von Elias Hainzelmann nach Andreas Stech

Samuel Schelwig (auch: Schelgvig, Schelwigius; * 8. März 1643 in Lissa; † 18. Januar 1715 in Danzig) war ein deutscher Pädagoge und lutherischer Theologe.

## Leben
Der Sohn des gleichnamigen Pfarrers der evangelischen Gemeinde im niederschlesischen Gurau (* 1611 in Steinau; † 10. April 1658 in Sandewalde) und dessen Frau der Euphrosina Heermann, Tochter des Pfarrers in Köben Johann Heermann, wurde in Lissa geboren, wohin seine Eltern vor den Gefahren des Dreißigjährigen Krieges geflüchtet waren.
In Gurau aufgewachsen, besuchte er ab 1651 die Schule in Groß Glogau, ab 1653 die Edelschule in Lissa, ab 1656 in Wohlau und bezog 1659 das Maria-Magdalenen-Gymnasium in Breslau. Nach einer Reise, die ihn nach Hamburg, durch Niedersachsen, nach Zerbst und nach Magdeburg geführt hatte, immatrikulierte er sich 1661 an der Universität Leipzig und wechselte in demselben Jahr am 4. Mai an die Universität Wittenberg. Hier absolvierte er ein philosophisches Grundstudium bei Michael Wendeler (1610–1671) in Ethik, bei Aegidius Strauch II. in Mathematik und Geschichte, bei Heinrich Baumann (1634–1669) in Metaphysik, bei Ernst Backius (1632–1679) in Logik, bei Samuel Hentschel (1635–1690) in Physik, bei Johann Friedrich Horn (um 1625/1633–1665) in Politik, bei August Pfeiffer (1640–1698) in Hebräisch, bei Christoph Notnagel in Astrologie und bei Simon Friedrich Frentzel (1636–1679) in Chiromantik.
1662 begann er ein Studium der Theologie bei Strauch, Johannes Meisner, Johann Andreas Quenstedt und Daniel Spiegel. Am 27. April 1663 erwarb er den akademischen Grad eines Magisters der Philosophie bei Andreas Sennert, hielt anschließend Privatvorlesungen, habilitierte sich im September, wurde Hauslehrer einiger Adliger und wurde 1667 Freitagsprediger in der Wittenberger Schlosskirche. Am 18. September 1667 wurde er als Adjunkt an der philosophischen Fakultät der Wittenberger Hochschule aufgenommen. Er übernahm als Konrektor am 7. Januar 1668 die Gymnasialprofessur für Logik, Metaphysik und Poesie am Gymnasium in Thorn sowie wurde 1673 Gymnasialprofessor für Philosophie in Danzig und Bibliothekar der öffentlichen Bibliothek. 1675 übernahm er für drei Jahre dort die außerordentlich theologische Professur. Er wurde 1681 Diakon der St.-Katharinen-Kirche in Danzig und 1685 Rektor des Akademischen Gymnasiums sowie ordentlicher Professor der Theologie und Pastor an der Dreieinigkeitskirche in Danzig.
Um sich die dafür nötigen akademischen Grade zu erwerben, kehrte er an die Universität Wittenberg zurück, wurde am 8. Mai 1685 Lizentiat der Theologie und promovierte am 25. Juni 1685 zum Doktor der Theologie. In Danzig etablierte sich Schelwig als vehementer Vertreter der lutherischen Orthodoxie, der sich vor allem den Bestrebungen der Pietisten um Philipp Jacob Spener entgegenstellte. Schelwig hatte ehrenvolle Berufungen als Pastor nach Königsberg (Preußen), als Professor nach Wittenberg, als Professor nach Dorpat und die damit verbundene Stelle eines Generalsuperintendenten in Livland abgelehnt.
Er ist vor allem als Autor von Schriften unterschiedlichsten philosophischen, pädagogischen und theologischen Inhalts in Erscheinung getreten.

## Familie
Schelwig war zwei Mal verheiratet.
Seine erste Ehe ging er am 9. September 1670 in Thorn mit Regina († 24. August 1684), Tochter des Pfarrers an der St. Marienkirche Simon Weiss (1623–1688) und dessen Frau Regina Hollfeld ein. Aus dieser Ehe Stammen sechs Söhne und vier Töchter, wovon zwei Söhne und eine Tochter den Vater überlebten.
Seine zweite Ehe ging er am 5. November 1686 in Danzig mit Adelgunda, Tochter des Assessors am Danziger Gericht der Altstadt Simon Schröder und dessen Frau Agatha Wieder ein. Aus dieser Ehe stammten ein Sohn und eine Tochter die jedoch vor ihrem Vater verstarben.
Bekannt von den Kindern sind:
- Johann Schelwig Resp. in Danzig; Magister, 30. Oktober 1695 Universität Wittenberg, 6. April 1697 Adjunkt d. philos. Fakultät in Wittenberg; Pfarrer Kösemark, 1705 Diakon der Dreieinigkeitskirche in Danzig, Pfarrer der Johanniskirche in Danzig
- Gottlieb Schelwig (* 8. Juni 1683 in Danzig; † 18. Februar 1727 ebenda) Gymnasium Danzig, 28. September 1702 Studium in Wittenberg, 27. April 1703 Magister und Universität Greifswald; Bacc. Theol.; Prof. der hebräischen Sprache, 1710 Prof. der Logik, Metaphysik u. praktischen Philosophie am Gymnasium in Danzig und Bibliothekar;
- Constantia Schelwig

## Werke (Auswahl)
- Entwurff der lehrmässigen Anweisung zur teutschen Ticht-Kunst. Wittenberg 1671 (GoogleBooks)
- An primum et Generale Concilium Novi Testamenti fuerit? Danzig 1676 (Online)
- De Commate V. Danzig 1676 (Online)
- Oratio Inauguralis, Cum, Philosophicae Professioni, De novo Doctore, Auspicato prospiceretur, In splendidissima Panegyri, die XXX. Iulii M.DC.XXCVI. Recitata. Danzig 1686 (slub-dresden.de)
- Itinerarium antipietisticum, das ist kurtze Erzehlung einiger Dinge, so er auff seiner ... 1694 verrichteten Reise der Pietisten wegen in Teutschland wahrgenommen ... Stockholm: Volgenaw 1695[2]